# FS ALb 48
L'autorail FS ALb 48 est un autorail à moteur essence conçu et construit par Fiat Ferroviaria pour le transport local des voyageurs sur le réseau des FS Ferrovie dello Stato et d'autres sociétés de chemin de fer dans les années 1930. Il est dérivé de l'autorail ALb 25 dont il reprend l'esthétique générale mais avec une structure entièrement nouvelle composée d'une caisse autoporteuse en treillis d'acier soudé, comme celle des avions de l'époque.

## Histoire

### 1ère série FS ALb 48 FIAT

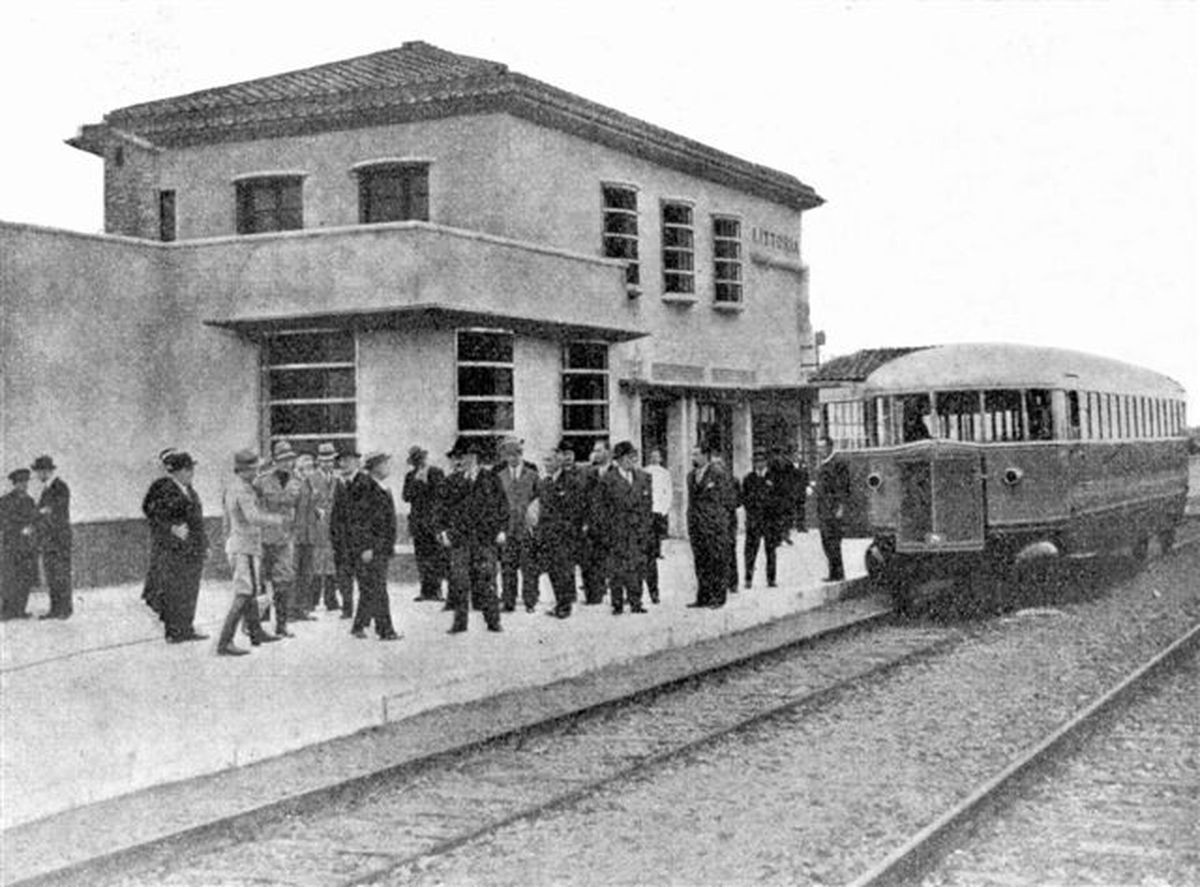
Inauguration de la gare de Littoria (aujourd'hui Latina) avec le 1er exemplaire de l'autorail Fiat ALb 48.

Les autorails du groupe « ALb 48 » immatriculés par les F.S. sous les numéros 101 à 103, représentent le projet novateur le plus important dans l'histoire du transport des voyageurs sur voie ferrée. Durant les années d'après la Première Guerre mondiale, la reprise économique et le besoin de mobilité des personnes commençait à augmenter. La première série ALb 48, conçue après le premier autorail Fiat ALb 25 de 1930, sera fabriquée et mise en service en 1932 et sera immédiatement très appréciée des voyageurs pour les transports locaux péri-urbains.
Le premier exemplaire sera d'ailleurs utilisé le 18 octobre 1932 par le Duce, Benito Mussolini, pour se rendre de Rome à Littoria (Latina aujourd'hui) pour inaugurer la réalisation de cette ville nouvelle. C'est lui qui contribua au succès de ce moyen de transport en inaugurant lui-même la première ligne équipée de ces trains novateurs Fiat Alb 48, il avait utilisé l'autorail Fiat ALb 48 qui l'avait conduit à la vitesse de 118 km/h. Le surnom Littorina a depuis été largement utilisé lors des campagnes publicitaires du constructeur italien Fiat Ferroviaria, pour marquer les étapes commerciales de l'ALb 48 et des modèles suivants, mais aussi par la presse du régime qui voulait souligner le génie italien, dans Il Popolo d'Italia.
La première série de l'AUTOz 48, baptisée FS ALb 48, code projet Fiat 004A, est construite en 3 exemplaires. Les FS, n'avaient pas été entièrement convaincus des qualités du premier modèle d'autorail Fiat ALb 25 qui ne pouvait accueillir que 25 passagers avec un confort assez sommaire. Les FS voulurent tester, sur des petites lignes secondaires, ce nouveau modèle dont la structure était plus conforme aux critères ferroviaires traditionnels et dont la capacité était passée à 48 places assises.
Cet autorail robuste et simple comportait deux bogies dont un seul motorisé. Le moteur était fixé directement sur le bogie ce qui réduisait fortement les vibrations transmises à la caisse et avait l'énorme avantage de faciliter la maintenance du moteur. L'ensemble n'était pas couplable.

### 2ème série FS ALb 48 FIAT
Après des résultats très positifs, les FS commandent, en 1933, 12 exemplaires de la seconde série dont la longueur de la caisse, toujours habillée de tôles en aluminium, et à leur demande, était allongée de 1,80 mètre afin d'y installer des toilettes et une cabine fermée pour le chef de train.

#### Modifications apportées aux ALb 48
- En 1934, l'aménagement intérieur est modifié, un compartiment postal est créé et le nombre de passagers est ramené à 40 sans pour autant changer la classification de l'autorail qui aurait dû devenir FS ALb 40.

- En 1940, 5 autorails FS ALb 48 sont transformés en FS ALUb 24, avec une capacité ramenée à 24 passagers transportés pour offrir un volume plus important pour le service postal. De ces 5 unités, une seule sera reconstruite et remise en service après la Seconde Guerre mondiale, en 1946. Quatre ALb 48 et quatre ALUb 24 ont été transformées pendant la guerre pour fonctionner au gaz méthane. En 1954, quatre ALb 48 très endommagées par les bombardements durant la guerre ont été restaurées et transformées en remorques, immatriculées FS Ln 55.101 - 107. Trois autorails ex SFB (Chemins de Fer de Biella), immatriculés AUTO BCz 48.22.01 - 03 ont également été transformés en remorques après la nationalisation des chemins de fer privés et leur intégration dans les FS - Ferrovie dello Stato Italiane.

- Au 1er janvier 1983, le parc des FS comptait encore quatre Ln 55 (102 - 105, ex SFB 02 & 03 et ALb 48.105 & 106) dont une restaurée et préservée au dépôt de Trévise et trois en attente de destruction à Pise.

### La Technique
L'autorail « ALb 48 » est le deuxième modèle d'autorail à essence construit par Fiat Ferroviaria sans cahier des charges imposé par le « Service Matériels et Traction des FS-Ferrovie dello Stato ». La caisse se compose d'une structure tubulaire soudée autoporteuse qui repose sur deux boggies. 
Les boggies sont assez simples, composés d'un châssis en acier soudé formé par deux longerons qui reçoivent la caisse avec des amortisseurs et des rouleaux de glissement. Les suspensions sont à lames courtes de même type que sur les camions Fiat V.I.. Le moteur est fixé directement sur le bogie avant ce qui réduit considérablement les vibrations dans la caisse, problème que les concurrents étrangers de l'époque n'ont jamais résolu.
L'autorail FS ALb 48 est équipé du moteur essence Fiat type 255, 6 cylindres en ligne de 9 972 cm3, développant 88,5 kW/120 Ch à 2 000 tr/min. Le moteur est un modèle très classique de Fiat V.I., bloc en fonte avec soupapes en tête.
La transmission est assurée par une boîte de vitesses Fiat à 4 rapports avant, plus marche arrière avec un embrayage multi-disques et un arbre de transmission doté de joints doubles, élastiques coulissants, et d'un pont réducteur dont le rapport est de 1/2,44, avec dispositif roue libre. Les radiateurs de refroidissement du moteur sont placés en façade, devant le moteur.
L'installation électrique fonctionne sous 24 V avec des batteries rechargées par une dynamo entrainée par le moteur. Les freins sont composés d'un système à air comprimé agissant sur les tambours des roues, selon le même principe que les camions et un frein à main agissant sur les boggies.

## Utilisation
Contrairement aux autorails ALb 25 qui n'ont pas connu un franc succès auprès des responsables du parc roulant des FS en raison de leur dérivation automobile trop prononcée, et de leur moindre robustesse par rapport au matériel roulant traditionnel qui restait en service, à l'époque, pendant 50 ans, les ALb 48 ont été très appréciés au point que leur fiabilité et simplicité d'utilisation ont conduit les FS en 1934 à libérer un ALb 48 pour lui faire faire un tour d'exhibition, dans plusieurs pays d'Europe. Parti de Turin, l'autorail passa par Berne, Graz, Vienne, Prague, Varsovie, Cracovie et Budapest avant de revenir en Italie, après un tour de plus de 3.000 km.
Le constructeur italien a toujours été très avare de publicité concernant le nombre et la destination de ses livraisons. Les seules informations fiables sont des livraisons aux FS en Italie, qui figurent sur les registres officiels des immatriculations. On sait que de nombreuses commandes d'ALb 48 ont été passées par des compagnies ferroviaires étrangères mais on en ignore le nombre.

### Les modèles dérivés de l'ALb 48
Le code usine de l'autorail FS ALb 48 était FIAT 004A. Du modèle 004, l'ALb 48 était la première version bapisée "A" mais d'autres variantes ont été conçues et construites, les variantes portant les codes 004B et 004C, toutes dérivées de la même matrice. Après les premiers tests sur les trois exemplaires de la première série commandée par les FS, il ressortait que la capacité ne pouvait pas répondre aux utilisations envisagées sur toutes les lignes, celle-ci était trop faible. L'autorail n'étant pas conçu pour supporter une remorque, Fiat Ferroviaria transforma son projet de base pour en faire un autorail modulaire en réalisant des unités semblables esthétiquement mais avec des capacités différentes et donc des longueurs de caisses différentes. 

#### Fiat ALb 64
C'est ainsi que sont apparus en 1933, le modèle ALb.64 (code usine FIAT 004B) et l'ALb.80 (code FIAT 004C) qui disposaient de 64 et 80 places assises, comme mentionné dans sa dénomination. Fiat en livra respectivement 48 et 10 exemplaires aux FS mais aussi à d'autres compagnies à l'étranger.
L'ALb 64 dispose d'une caisse allongée de 3 mètres portant sa longueur à 18,416 m avec le même moteur. Fiat en livra 48 exemplaires, 19 en 1933 et 29 en 1934 aux FS.

#### Fiat ALb 80
L'autorail ALb 80 (code usine FIAT 004C) dispose d'une caisse de 22,816 m, soit un allongement supplémentaire de 4,5 m. L’empattement entre bogies est porté à 15,500 m et l'empattement du bogie passe de 2,800 à 3,000 m. Pour faire face à l'augmentation de la masse en déplacement, Fiat Ferroviaria a doublé la motorisation sur ce modèle, la disposition des essieux devenant alors (1A)(A1) et la vitesse commerciale passa à 130 km/h. Fiat livra aux FS 10 exemplaires : 4 en 1933 et 6 en 1934 qui ont surtout été utilisés sur la ligne montagneuse reliant Vintimille à Oulx.
Curiosité
Vu le succès remporté en Italie par ces autorails à la fiabilité exemplaire sur une ligne de montagne très difficile, des compagnies étrangères demandèrent qu'une visite de démonstration des capacités sur leur réseau soit organisée. Deux autorails FS ALb 80 effectuèrent entre 1933 et 1934, deux voyages de démonstration dans ces pays. Le premier traversa la Suisse, l'Autriche, la Tchécoslovaquie et la Hongrie, le second alla en Russie en passant par Moscou, Leningrad (Saint Petersburg) et enfin Sotchi sur la Mer Noire. Un article de journal de Lorenzo Bertolin relate en détail l'évènement sur la revue "iTreni" n° 46 de janvier 1985. Pour rouler sur le réseau russe dont l'écartement est plus large de 89 mm par rapport au standard UIC, les techniciens italiens de Fiat Ferroviaria ont dû intervenir en gare de Negoreloïe (aujourd'hui en Biélorussie) pour remplacer les bogies.

### Le passage à la motorisation diesel
La motorisation essence, par rapport au diesel, comporte de gros avantages : elle souffre peu du froid, ne nécessite aucun préchauffage du moteur et fournit des prestations plus brillantes. Par contre, le coût du gasoil est inférieur et son degré d'inflammabilité est bien moindre, ce qui renforce la sécurité en cas d'accident. Les FS - Ferrovie dello Stato Italiane décidèrent de tester ce carburant alternatif et commandèrent à Fiat Ferroviaria 10 Littorine diesel.
Le nouvel autorail choisi fut le modèle ALn 56 série 100 (code usine FIAT 007 de 1934), avec une longueur de caisse identique aux ALb 64 (18,416 mètres) mais avec un empattement entre bogies différent (12,100 m). Le moteur était un modèle Fiat 355C diesel de 8.355 cm3 développant seulement 59 kW. Pour pallier cette faible puissance unitaire, Fiat équipa l'autorail avec deux moteurs, un sur chaque bogie, ce qui portait la puissance totale à 118 kW permettant de maintenir la vitesse commerciale à 110 Km/h.
En 1935, une version de l'autorail ALn 56 fut proposée avec une motorisation essence sous le code usine FIAT 010, signe que tous n'étaient encore pas prêts à franchir définitivement le pas vers la seule motorisation diesel. L'autorail ALb 56 disposait de deux moteurs FIAT 235A développant 55 kW (le même moteur monté sur les ALb 25). Les FS en commandèrent 50 exemplaires ALb 56 série 100 immatriculés 101 à 150. Ce modèle sera le dernier de toutes les Fiat Littorine produit par le constructeur italien équipé de moteurs essence.
Il faudra attendre l'année 1936 pour voir, en Italie, l'affirmation totale de la motorisation diesel sur les autorails. Les FS vont passer une commande à Fiat de 100 exemplaires de la 2ème série du modèle ALn 56 série 1000 (1011-1110), (code usine FIAT 026) qui comportait quelques différences par rapport à la 1ère série FIAT 007 de 1934. Ces autorails ont été affectés sur tout le territoire italien sur le réseau des FS et de nombreuses sociétés privées concessionnaires.
Dans le même temps, Fiat Ferroviaria reçu commande de 25 exemplaires du nouveau modèle ALn 40 (code usine FIAT 015). La dénomination ALn 40, laisserait à penser que ce modèle serait le plus petit modèle des Littorine. Bien au contraire, ce fut le plus gros avec ses 23,516 mètres de longueur, il dépassait de 70 cm l'ALb 80 qui détenait ce record précédemment. L’empattement entre bogies était de 16,420 m et celui des bogies de 3,100 m. L'autorail avait une capacité de 17 places en 1ère classe et 23 en 2de classe, l'ensemble recevant un aménagement de salon de luxe avec un très grand confort. La disposition des fauteuils en velours épais et réglables en couchette en 1ère classe ressemble étrangement à celui des trains de grand luxe à grande vitesse actuels. L'espace entre deux files de sièges était de 1,700 m en 1ère classe et de 1,620 m en seconde, comparé à celui normalement constaté de 1,400 m sur les trains traditionnels et les Littorine.
C'est à partir de 1936 que les FS homologuèrent avec le modèle Fiat ALn 556 l'évolution du concept des autorails avec le couplage entre motrices télécommandées. Le modèle ALn 556 n'était qu'un ALn 56 couplable.
Au total, les FS ont compté dans leur parc :
- 2 ALb 25
- 15 ALb 48
- 50 ALb 56
- 110 ALn 56
- 48 ALb 64
- 10 ALb 80 dont 5 transformés en ALn 80,
- 25 ALn 40